# Proserpine (Rossetti)
Pour les articles homonymes, voir Proserpine (homonymie).
Proserpine est une huile sur toile de 1874 peinte par Dante Gabriel Rossetti exposé à la Tate Gallery.

## Histoire
Dante Gabriel Rossetti débute sa peinture en 1871 et peint au moins huit différentes versions, la dernière étant achevée en 1882, l'année de sa mort. Les versions précédentes étaient promises à Charles Augustus Howell. La version la plus connue est la septième version, commandée par Frederick Richards Leyland, maintenant exposée à la Tate Gallery. La dernière version lui est très similaire et est exposée au Birmingham Museum and Art Gallery.
Frederick Richards Leyland a commandé dix-huit peintures à Dante Gabriel Rossetti, sans compter les commandes inachevées. Peu après que Leyland eut acquis le premier tableau de Dante Gabriel Rossetti, lui et le peintre ont exploré l'idée d'un triptyque, qui serait éventuellement formé par les tableaux Mnemosyne, The Blessed Damozel et Proserpine. Trois tableaux additionnels de Dante Gabriel Rossetti ont été acquis par Frederick Richards Leyland, tous trois qualifiés de stupéfiants.
Dante Gabriel Rossetti dépeint, dans son style préraphaélite, la déesse romaine Proserpine, qui vit aux enfers durant l'automne et l'hiver. De plus, le peintre inscrit la date de 1874 sur le tableau, bien qu'il ait travaillé pendant sept ans sur huit toiles différentes avant de le terminer. Dans sa représentation, Proserpine, tout comme son modèle Jane Morris, est une magnifique femme aux traits fins, aux mains effilées et à la peau pâle qui contraste avec ses cheveux d'un noir profond. Dante Gabriel Rossetti peint ce tableau à une période de sa vie où sa santé mentale était extrêmement précaire et son amour pour Jane Morris atteignait l'obsession.
Dante Gabriel Rossetti écrit, à propos de son tableau :
« She is represented in a gloomy corridor of her palace, with the fatal fruit in her hand. As she passes, a gleam strikes on the wall behind her from some inlet suddenly opened, and admitting for a moment the sight of the upper world; and she glances furtively towards it, immersed in thought. The incense-burner stands beside her as the attribute of a goddess. The ivy branch in the background may be taken as a symbol of clinging memory. »
« Elle est représentée dans un couloir sombre de son palais, avec le fruit fatal dans sa main. Alors qu'elle marche, un rayon frappe le mur derrière elle venant d'une porte soudainement ouverte, et permettant un instant la vue du monde des vivants ; et elle jette un regard furtif vers lui, plongée dans ses pensées. L'encensoir posé près d'elle est un attribut de la déesse. La branche de lierre en arrière plan peut être considéré comme un symbole de souvenir. »
Incapable de se décider entre la peinture et la poésie, le travail de Dante Gabriel Rossetti est influencé par son imagination poétique et son interprétation personnelle des sources littéraires. Le sonnet qui accompagne son œuvre est un poème de désir : « And still some heart unto some soul doth pine » (« Et quelque cœur à quelque âme se languit encore »), portant une allusion directe à son désir de séduire Jane Morris et de la faire sortir de son mariage malheureux avec William Morris. Proserpine a été emprisonnée par Pluton aux enfers après avoir goûté à la grenade, fruit interdit. Jane piégée par convention, a aussi goûté le fruit défendu. On peut voir un sens plus profond à la peinture, alors que Dante Gabriel Rossetti reste avec Jane Morris au Kelmscott Manor chaque année pendant les mois estivaux alors qu'en hiver, elle retourne avec William Morris, montrant ainsi un parallèle avec la liberté de Proserpine pendant l'été.
Dans la mythologie gréco-romaine, Proserpine, fille de Cérès, a été enlevée par Pluton pour l'emmener aux enfers, où il l'épouse en dépit de l'amour de Proserpine pour Adonis. Quand Cérès supplie Jupiter de lui rendre sa fille, il accepte, à la condition que Proserpine n'ait pas goûté aux fruits des enfers. Comme Proserpine a mangé six graines de grenade, il a été décrété qu'elle devait rester aux enfers pendant six mois de l'année et était autorisée à vivre sur Terre pendant les six autres mois.

## Analyse
Le symbolisme dans la peinture de Dante Gabriel Rossetti dépeint la situation poignante de Proserpine, aussi bien que celle de Jane Morris, déchirée entre son mari, le père de ses deux filles, et son amant. La grenade retient le regard du spectateur, la couleur de sa chair rejoignant celle des lèvres de Proserpine. Le lierre derrière elle, comme l'écrit Dante Gabriel Rossetti, représente les souvenirs et le temps qui passe ; l'ombre sur le mur est le temps passé aux enfers ; le rayon de soleil, son séjour sur terre. Son vêtement, comme une cascade d'eau, suggère le mouvement des vagues, et l'encensoir désigne le sujet comme immortel. Les yeux tristes de Proserpine, qui sont de la même couleur bleue que celle présente dans la peinture, regarde indirectement vers l'autre réalité. Dans l'ensemble, des teintes sombres caractérisent la palette de couleur de l'oeuvre.

## Postérité
Evgueni Bauer fait allusion au tableau Proserpine dans son film Après la mort / Posle smerti (1915).

## Galerie

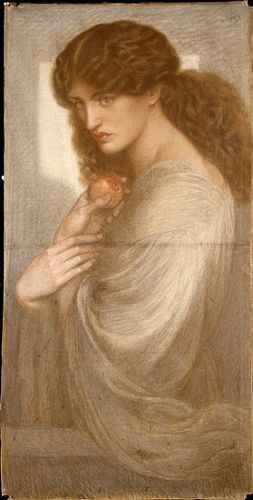
Étude à la craie et au pastel (1871)
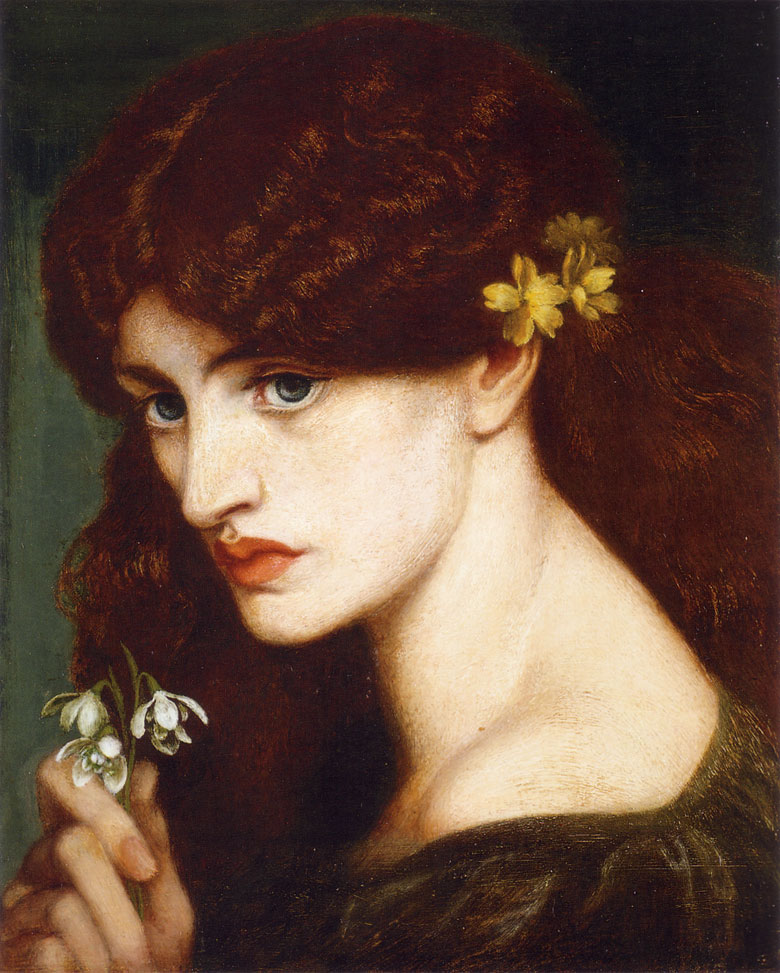
Blanzifiore, basée sur une Proserpine inachevée (1873)
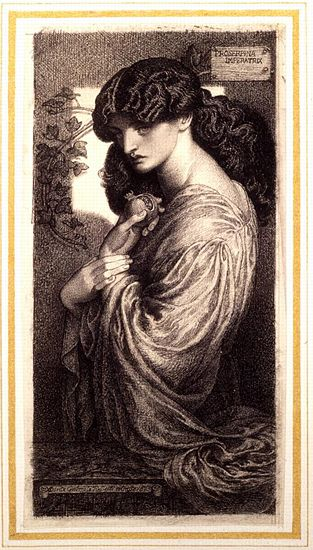
Réplique miniature à l'encre (1874)
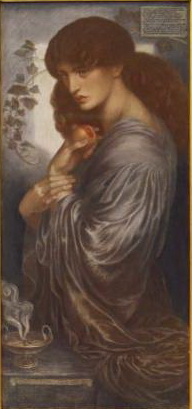
6e version (1877)
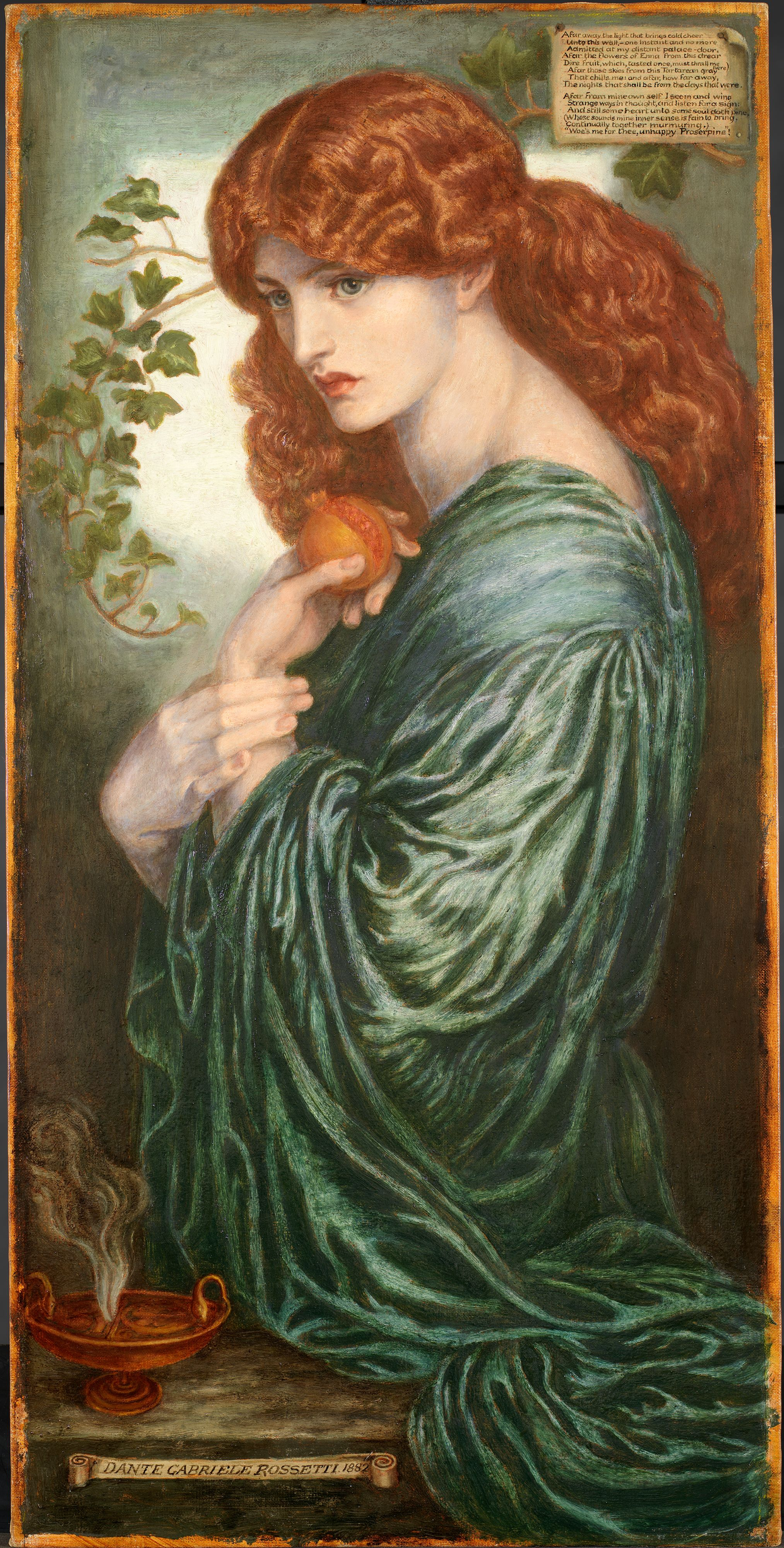
8e version (1882)